# Saint-Patrice
Saint-Patrice ist eine ehemalige französische Gemeinde mit 646 Einwohnern (Stand 1. Januar 2020) im Département Indre-et-Loire in der Region Centre-Val de Loire. Sie gehörte zum |Arrondissement Chinon. Die Bewohner werden Saint-Patriciens und Saint-Patriciennes genannt.
Der Erlass des Präfekten vom 30. September 2016 legte mit Wirkung zum 1. Januar 2017 die Eingliederung von Saint-Patrice als Commune déléguée zusammen mit den früheren Gemeinden Ingrandes-de-Touraine und Saint-Michel-sur-Loire zur neuen Commune nouvelle Coteaux-sur-Loire fest.

## Geografie

Vereinfachter Plan der Villa „Tiron“

Saint-Patrice befindet sich etwa 31 Kilometer westsüdwestlich von Tours und etwa 14 Kilometer nordnordöstlich von Chinon am rechten Ufer der Loire, sowie am parallel verlaufenden Flüsschen Lane. Das Ortsgebiet ist Bestandteil des Regionalen Naturparks Loire-Anjou-Touraine.
Umgeben wird Saint-Patrice von den Nachbargemeinden und den anderen Communes déléguées:
|                                          |                                             | Saint-Michel-sur-Loire (Commune déléguée) |
| Ingrandes-de-Touraine (Commune déléguée) | Kompassrose, die auf Nachbargemeinden zeigt |                                           |
| La Chapelle-sur-Loire                    | Rigny-Ussé                                  | Bréhémont                                 |

## Geschichte
Auf dem Gebiet von Saint-Patrice wurden im Zuge des Baus der Autobahn Fundamente einer gallorömischen Villa „Tiron“ aus dem Ende des ersten bis zum dritten Jahrhundert n. Chr. auf einem Felsvorsprung über dem Loiretal an der Römerstraße von Caesarodunum (Tours) nach Juliomagus (Angers). Vorangegangen ist eine Besiedelung seit der Bronzezeit.
Die erste Erwähnung des Ortes stammt aus dem Jahr 920.

## Bevölkerungsentwicklung

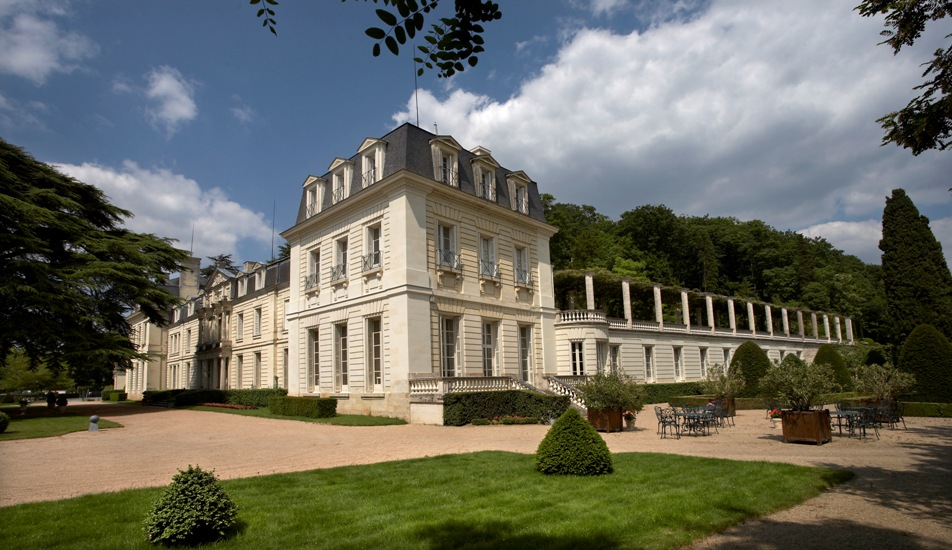
Schloss Rochecotte

| Saint-Patrice: Einwohnerzahlen von 1793 bis 2020                                                                           | Saint-Patrice: Einwohnerzahlen von 1793 bis 2020 | Saint-Patrice: Einwohnerzahlen von 1793 bis 2020 | Saint-Patrice: Einwohnerzahlen von 1793 bis 2020 | Saint-Patrice: Einwohnerzahlen von 1793 bis 2020 |
| --- | ------------------------------------------------ | ------------------------------------------------ | ------------------------------------------------ | ------------------------------------------------ |
| Jahr |                                                  |                                                  |                                                  | Einwohner                                        |
| 1793 | 1793                                             |                                                  | 924                                              | 924                                              |
| 1800 | 1800                                             |                                                  | 1.057                                            | 1.057                                            |
| 1806 | 1806                                             |                                                  | 1.044                                            | 1.044                                            |
| 1821 | 1821                                             |                                                  | 1.046                                            | 1.046                                            |
| 1831 | 1831                                             |                                                  | 1.128                                            | 1.128                                            |
| 1836 | 1836                                             |                                                  | 1.216                                            | 1.216                                            |
| 1841 | 1841                                             |                                                  | 1.184                                            | 1.184                                            |
| 1846 | 1846                                             |                                                  | 1.241                                            | 1.241                                            |
| 1851 | 1851                                             |                                                  | 1.205                                            | 1.205                                            |
| 1856 | 1856                                             |                                                  | 1.189                                            | 1.189                                            |
| 1861 | 1861                                             |                                                  | 1.186                                            | 1.186                                            |
| 1866 | 1866                                             |                                                  | 1.185                                            | 1.185                                            |
| 1872 | 1872                                             |                                                  | 1.233                                            | 1.233                                            |
| 1876 | 1876                                             |                                                  | 1.210                                            | 1.210                                            |
| 1881 | 1881                                             |                                                  | 1.193                                            | 1.193                                            |
| 1886 | 1886                                             |                                                  | 1.179                                            | 1.179                                            |
| 1891 | 1891                                             |                                                  | 1.132                                            | 1.132                                            |
| 1896 | 1896                                             |                                                  | 1.179                                            | 1.179                                            |
| 1901 | 1901                                             |                                                  | 1.062                                            | 1.062                                            |
| 1906 | 1906                                             |                                                  | 977                                              | 977                                              |
| 1911 | 1911                                             |                                                  | 896                                              | 896                                              |
| 1921 | 1921                                             |                                                  | 772                                              | 772                                              |
| 1926 | 1926                                             |                                                  | 793                                              | 793                                              |
| 1931 | 1931                                             |                                                  | 700                                              | 700                                              |
| 1936 | 1936                                             |                                                  | 698                                              | 698                                              |
| 1946 | 1946                                             |                                                  | 742                                              | 742                                              |
| 1954 | 1954                                             |                                                  | 688                                              | 688                                              |
| 1962 | 1962                                             |                                                  | 635                                              | 635                                              |
| 1968 | 1968                                             |                                                  | 593                                              | 593                                              |
| 1975 | 1975                                             |                                                  | 589                                              | 589                                              |
| 1982 | 1982                                             |                                                  | 560                                              | 560                                              |
| 1990 | 1990                                             |                                                  | 593                                              | 593                                              |
| 1999 | 1999                                             |                                                  | 639                                              | 639                                              |
| 2006 | 2006                                             |                                                  | 675                                              | 675                                              |
| 2013 | 2013                                             |                                                  | 668                                              | 668                                              |
| 2020 | 2020                                             |                                                  | 646                                              | 646                                              |
| Quelle(n): EHESS/Cassini bis 1999, INSEE ab 2006 Anmerkung(en): Ab 1962 offizielle Zahlen ohne Einwohner mit Zweitwohnsitz |                                                  |                                                  |                                                  |                                                  |

## Sehenswürdigkeiten
- Schloss Rochecotte aus dem 18. und 19. Jahrhundert, Wirtschaftsgebäude seit 1948 als Monument historique eingeschrieben
- Ehemalige Kirche Saint-Patrice mit Ursprüngen aus dem 11. Jahrhundert, seit 1948 als Monument historique eingeschrieben

## Partnerschaften
- Mit der portugiesischen Gemeinde Louriçal do Campo besteht eine Partnerschaft.[7]

## Persönlichkeiten
- Dorothea von Sagan (1793–1862), ab 1828 Eigentümerin von Schloss Rochecotte, Geliebte Talleyrands
- Charles-Maurice de Talleyrand-Périgord (1754–1838), Staatsmann